# Napoli è sempre Napoli
Napoli è sempre Napoli è un film del 1954, diretto da Armando Fizzarotti.

## Trama
Carmela bella e giovane donna è innamorata di Pietro, padrone di un peschereccio il quale ricambia il suo amore, ma non si decide a dichiararglielo trattenuto anche dalle chiacchiere maligne ed ingiuste, che circolano sul conto della giovane donna. Di questo stato di cose intende approfittare il Tunisino, uomo disonesto, che fa la guerra a Pietro ed alla sua azienda. Saturo d'odio vorrebbe colpire Pietro in ogni suo interesse ed affetto e portargli via Carmela. Ora questa ha fatto un voto: ha promesso alla Madonna di Montevergine che rinuncerà alla carriera di cantante, che sta per intraprendere se l'uomo amato ricambierà il suo amore. Pietro si decide infatti a dichiararle che l'ama. Da parte sua il Tunisino che attraverso un abile giuoco commerciale, è divenuto creditore di Pietro, s'appresta ad impadronirsi del peschereccio. Per aiutare l'amato, Carmela motivando la sua decisione con un pretesto, accetta una scrittura per la Francia. La somma dell'ingaggio è versata a Pietro dal Parroco che attribuisce la elargizione ad un anonimo benefattore. Dopo qualche tempo Carmela ritorna e il Parroco rivela la verità a Pietro che superati alcuni malintesi, riabbraccia la fidanzata. Il Tunisino uscito di prigione da poco, decide di assassinare Pietro; ma muore egli stesso lottando con un suo dipendente.

## Produzione
Il film, a carattere musicale, è ascrivibile al filone dei melodrammi sentimentali, comunemente detto strappalacrime, allora molto in voga tra il pubblico italiano (in seguito ribattezzato dalla critica con il termine neorealismo d'appendice).

## Distribuzione
La pellicola venne distribuita nel circuito cinematografico italiano l'11 dicembre del 1954.